# Liste der denkmalgeschützten Objekte in Strážov
Grundlage dieser Liste der denkmalgeschützten Objekte in Strážov ist die ÚSKP-Liste (Ústřední seznam kulturních památek České republiky, deutsch Zentrale Liste der Kulturdenkmäler der Tschechischen Republik), die von der tschechischen Denkmalschutzbehörde NPÚ (Národní památkový ústav, deutsch Nationale Denkmalbehörde) seit 1987 geführt wird und an die seit dem Jahr 1850 geschaffenen Listen anschließt.

## Denkmalgeschützte Objekte nach Ortsteilen

### Strážov
| Lage                            | Objekt                                                        | Beschreibung | ÚSKP-Nr.                  | Bild                                             |
| ------------------------------- | ------------------------------------------------------------- | --- | ------------------------- | ------------------------------------------------ |
| Strážov (Standort)              | Kirche St. Georg                                              | Eine Kirche mit einem rechteckigen Kirchenschiff, einem schmalen rechteckigen Presbyterium und einem Turm an der Nordfassade. Auf der Südseite des Kirchenschiffs ein gotisches Portal. Ursprünglich ein frühgotisches Gebäude mit einem barocken Inventar. Der Bereich um die Kirche wird durch eine Mauer mit zwei Toren umgeben. | 14086/4-3305 Info Katalog | weitere Bilder                                   |
| Strážov, Strážov 5 (Standort)   | Haus Nr. 5                                                    | Rustikales Backsteinhaus auf einer erhöhten Stützmauer mit kunstvoll gravierter Unterkante. In der Seitenfassade Eingang mit klassizistischen Türen. Zeugnisse der ursprünglichen Entwicklung des Dorfes vom Ende des 18. Jahrhunderts.                                                                                             | 21651/4-3306 Info Katalog | Haus Nr. 5                                       |
| Strážov, Strážov 185 (Standort) | Haus Nr. 185                                                  | Backsteinhaus mit Spiralgiebel. Zeugnis eines barocken Stadthauses aus der zweiten Hälfte des 18. Jahrhunderts mit erhaltenen historischen Strukturen und Grundrissen. | 28646/4-3309 Info Katalog | Haus Nr. 185                                     |
| Strážov, Friedhof (Standort)    | Denkmal für das Grab des Soldaten der Roten Armee, M. Vojvoda | Ein Denkmal für das Grab eines Soldaten der Roten Armee, der von Faschisten auf der Flucht vor der Gefangenschaft erschossen wurde. Denkmal des antifaschistischen Kampfes. | 28261/4-4110 Info Katalog | BW                                               |
| Strážov, Strážov 21 (Standort)  | Haus Nr. 21                                                   | Ein Fachwerkhaus auf einer steinernen Stützmauer mit erhaltener schwarzer Küche. Zeugnisse der Volksarchitektur vom Vorgebirgstyp vom Anfang des 19. Jahrhunderts. | 30717/4-3307 Info Katalog | Haus Nr. 21                                      |
| Strážov, Hauptplatz (Standort)  | Denkmal für die Gefallenen I. und II. Weltkriegs              | Eine regionale Skulptur des Bildhauers Vilém Glos aus dem Jahr 1924. Gedenkstätte zum Gedenken an die Opfer des Ersten und Zweiten Weltkriegs. | 44223/4-4312 Info Katalog | Denkmal für die Gefallenen I. und II. Weltkriegs |
| Strážov, Hauptplatz (Standort)  | Statue des heiligen Johannes von Nepomuk                      | Auf einem Sockel eine lebensgroße Statue des Heiligen. Spätbarocke Statue aus der Mitte des 18. Jahrhunderts. | 39405/4-3310 Info Katalog | Statue des heiligen Johannes von Nepomuk         |

### Lukavice
| Lage                                               | Objekt     | Beschreibung | ÚSKP-Nr.                  | Bild |
| -------------------------------------------------- | ---------- | --- | ------------------------- | ---- |
| Lukavice, Lukavice 4, an der Landstraße (Standort) | Haus Nr. 4 | Backsteinhaus mit angrenzenden Ställen und Scheune unter einem Dach. Ein Beispiel für Volksarchitektur vom Vorgebirgstyp vom Ende des 18. Jahrhunderts. | 18132/4-3111 Info Katalog | BW   |
| Lukavice, Lukavice 6, an der Landstraße (Standort) | Haus Nr. 6 | Fachwerkhaus, eigenständige Scheune. Ein Beispiel für die Volksarchitektur des 18. und 19. Jahrhunderts.                                                | 16598/4-3113 Info Katalog | BW   |

### Opálka
| Lage                        | Objekt  | Beschreibung | ÚSKP-Nr.                  | Bild           |
| --------------------------- | ------- | --- | ------------------------- | -------------- |
| Opálka, Opálka 1 (Standort) | Festung | Mittelalterliche Festung aus dem 14. Jahrhundert, die nach der Mitte des 16. Jahrhunderts im Renaissancestil wieder aufgebaut wurde. Von der ursprünglichen gotischen Festung ist ein prismatischer Turm erhalten geblieben. Es gibt eine kleine rechteckige St.-Anna-Kapelle. | 20916/4-3201 Info Katalog | weitere Bilder |

### Splž
| Lage                    | Objekt       | Beschreibung | ÚSKP-Nr.                  | Bild |
| ----------------------- | ------------ | --- | ------------------------- | ---- |
| Splž, Splž 1 (Standort) | Gehöft Nr. 1 | Ziegelhaus mit angrenzenden Ställen mit bis zu 180 cm dicken Wänden. Teil des Hofes, dessen Existenz bereits 1379 in schriftlichen Quellen erwähnt wird, wurde im 18. Jahrhundert umgebaut. | 30425/4-3075 Info Katalog | BW   |